# João Clímaco d'Almeida
João Clímaco d'Almeida (Teresina, 30 de março de 1910 — Teresina, 9 de setembro de 1995) foi um contabilista e político brasileiro, governador do Piauí entre 1970 e 1971.

## Dados biográficos

### Origem e formação
Filho de Antônio Francisco de Almeida e Emília Rocha de Almeida. Funcionário do Banco Agrícola do Piauí e pecuarista, em 1934 formou-se em contabilidade na Academia do Comércio do Maranhão, presidiu a Caixa Beneficente dos Servidores do Estado do Piauí e em 1947 integrou o Conselho Administrativo do Estado, órgão federal responsável por julgar a validade dos decretos-leis dos interventores federais no Piauí.
Em 16 de janeiro de 1937, casou-se com Hercília Torres de Almeida, com quem teve dois filhos: Edwaldo Carvalho de Almeida e Vera Lúcia Torres Ferraz. Sua filha casou-se com Luiz Ferraz, com quem teve três filhos: Luiz Ferraz Filho, Camilla Torres Ferraz e João Clímaco d'Almeida Netto Ferraz.

### Vida pública
Restaurada a democracia brasileira no pós-guerra, foi nomeado em 1947 membro do Conselho Administrativo do Piauí e em 1948 se elegeu vereador de Teresina pelo PSD chegando a deputado estadual em 1950, 1954 e 1958. Graças a coligação entre UDN e PSD, foi candidato a vice-governador do Piauí na chapa de Petrônio Portela em 1962, sendo o último eleito para o cargo pelo voto direto.
Com a vitória do Regime Militar de 1964 ingressou na ARENA e renunciou ao cargo de vice-governador em 1966 para ser eleito para o mesmo posto por via indireta na chapa de Helvídio Nunes. Com a renúncia do titular para se candidatar a senador em 1970, assumiu o governo após uma rápida passagem do desembargador João Turíbio Monteiro de Santana pelo Palácio de Karnak. Eleito deputado federal em 1974 e primeiro suplente em 1978, foi secretário de Justiça e Segurança Pública no governo Lucídio Portela. Filiado ao PDS, foi efetivado em 16 de novembro de 1981, após a morte de Paulo Ferraz. Em 1982 foi candidato a senador numa sublegenda do PDS, sendo reposicionado como segundo suplente na chapa de João Lobo.

### Realizações
Em seus dez meses como governador, houve a inauguração da Usina Hidrelétrica de Boa Esperança e da instalação a Universidade Federal do Piauí. Teve como prefeitos de Teresina, Wagner Saraiva de Lemos e Haroldo Borges. Em sua memória foi lançado o livro "O Velho Jequitibá" de autoria do jornalista Zózimo Tavares.